# 費爾濟科沃區

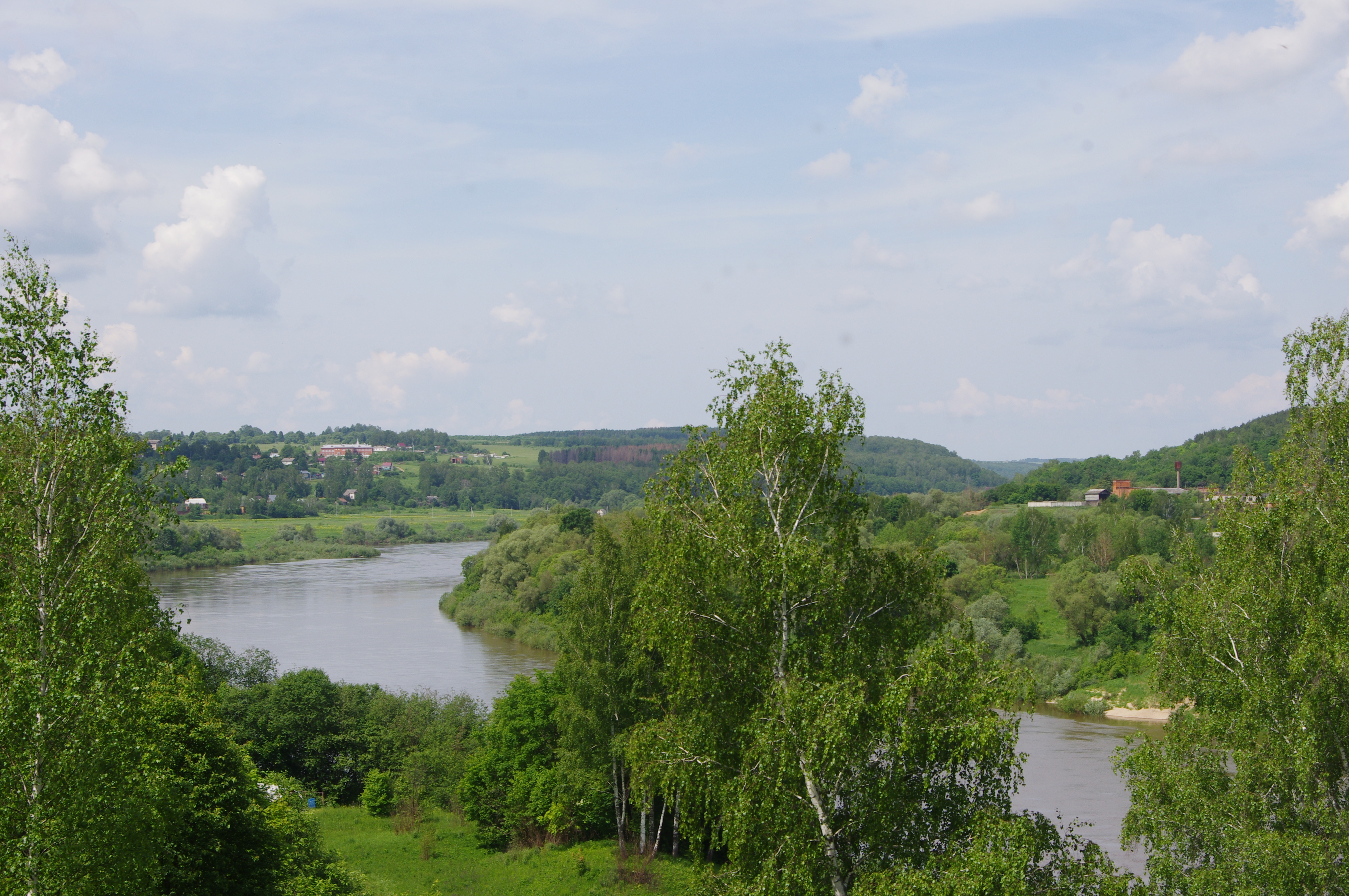

54°31′N 36°46′E / 54.517°N 36.767°E
費爾濟科沃區（俄语：Ферзиковский район），是俄羅斯的一個區，位於該國西部，由卡盧加州負責管轄，面積1,249.9平方公里，2010年人口15,789，人口密度每平方公里12.63人。